# Sharleen Spiteri

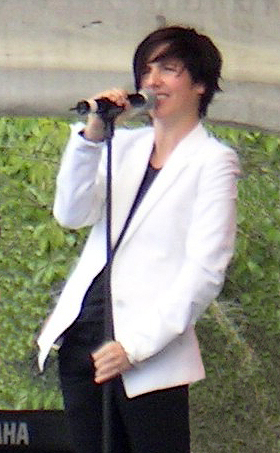
Sharleen Spiteri en un concert

Sharleen Spiteri   (Glasgow, 7 de novembre de 1967) és una cantant, guitarrista i compositora, coneguda principalment com a vocalista del grup de pop-rock Texas, amb el qual ha assolit un èxit internacional sostingut des de finals dels anys vuitanta.

## Biografia
Spiteri va néixer a Bellshill, prop de Glasgow, filla d'Eddie, un mariner mercant amant de la guitarra i Wilma, aparadorista i cantant. Té ascendència maltesa i francesa per part de pare, i alemanya i irlandesa per part de mare. Durant la seva infantesa, la seva família es va traslladar als suburbis de Glasgow, a Dunbartonshire. A l'escola va patir bullying, els seus companys li deien «Spit the Dog». A casa sempre s'hi escoltava música, la qual l'ha acompanyat sempre i ha estat inspiració per als temes dels seus discos.
Abans de dedicar-se a la música, Spiteri treballava de perruquera i, posteriorment, es va encarregar del look dels seus companys de banda.
Spiteri va estar casada amb Ashley Heath, editor d'Arena, del qual es va divorciar el 2005. D'aquesta relació va néixer, l'any 2002, la seva filla Misty Kyd Heath. El 2018, Spiteri es va casar amb el xef escocès Bryn Williams.
Col·labora sempre que pot en una fundació de nens amb càncer, Young Lives vs Cancer.
Durant el referèndum sobre la independència d'Escòcia de 2014, Spiteri va donar suport als unionistes, però després del Brexit, va expressar el seu suport als independentistes.

## Carrera musical
Les influències de Spiteri inclouen The Clash (el principal motiu pel qual toca una Fender Telecaster negra), Blondie, Marvin Gaye i Prince. També es reconeix com una fan declarada de Diana Ross.
El 1988 cofundà la banda de rock alternatiu Texas, poc abans de llançar la cançó debut I Don't Want a Lover (1989), que va entrar directament al top 10 britànic i va donar projecció a l'àlbum inicial Southside. La banda estava composta per Johnny McElhone, Ally McErlaine, Tony McGovern, Eddie Campbell, Michael Bannister i Neil Payne, a més de Spiteri.
Tot i que els treballs posteriors (Mothers Heaven, 1991, i Ricks Road, 1993) van tenir una recepció més discreta, el quart disc, White on Blonde (1997), va consolidar Texas com a fenomen comercial amb temes com Say What You Want, Halo i Black Eyed Boy. 
Durant la dècada següent, la formació publicà diversos àlbums d'èxit, com The Hush (1999), Greatest Hits (2000), Careful What You Wish For (2003) i Red Book (2005). 
Després d'una pausa de diversos anys, Texas va reprendre l'activitat amb The Conversation (2013) i ha mantingut una producció regular amb discos com Jump on Board (2017) i Hi (2021), fins a l'antologia The Very Best Of 1989–2023. 
En conjunt, la banda ha venut més de quaranta milions d'àlbums a nivell mundial.

## Carrera en solitari
Paral·lelament a la trajectòria amb Texas, Spiteri ha desenvolupat una carrera en solitari. El seu primer àlbum, Melody (2008), d'inspiració soul i amb referències als sons dels anys seixanta, va assolir el número tres a les llistes britàniques i va ser certificat disc d'or. El senzill principal, All the Times I Cried, va tenir una difusió notable a la ràdio. El segon disc, The Movie Songbook (2010), recopila versions de cançons de bandes sonores cinematogràfiques i va aconseguir situar-se dins del top 20 al Regne Unit.

## Discografia

### En solitari
- Melody (2008)
- The Movie Songbook (2010)

### AmbTexas
- Southside (1989)
- Mothers Heaven (1991)
- Ricks Road (1993)
- White on Blonde (1997)
- The Hush (1999)
- Careful What You Wish For (2003)
- Red Book (2005)
- The Conversation (2013)
- Texas 25 (2015)
- Jump on Board (2017)
- Hi (2021)